# Faramea castellana
Faramea castellana är en måreväxtart som beskrevs av Johannes Müller Argoviensis. Faramea castellana ingår i släktet Faramea och familjen måreväxter. Inga underarter finns listade i Catalogue of Life.